# Dálnice M1 (Irák)
Dálnice M1 (arabsky طريق المرور السريع رقم 1‎) je hlavní dálnice v Iráku. Je dlouhá celkem 1200 kilometrů. Spojuje přístav Umm Kasr v jižní části země s Bagdádem a dalšími většími městy okolo Eufratu a Tigrisu a u Bagdádu směřuje směrem k Sýrii a Jordánsku. 

## Historie

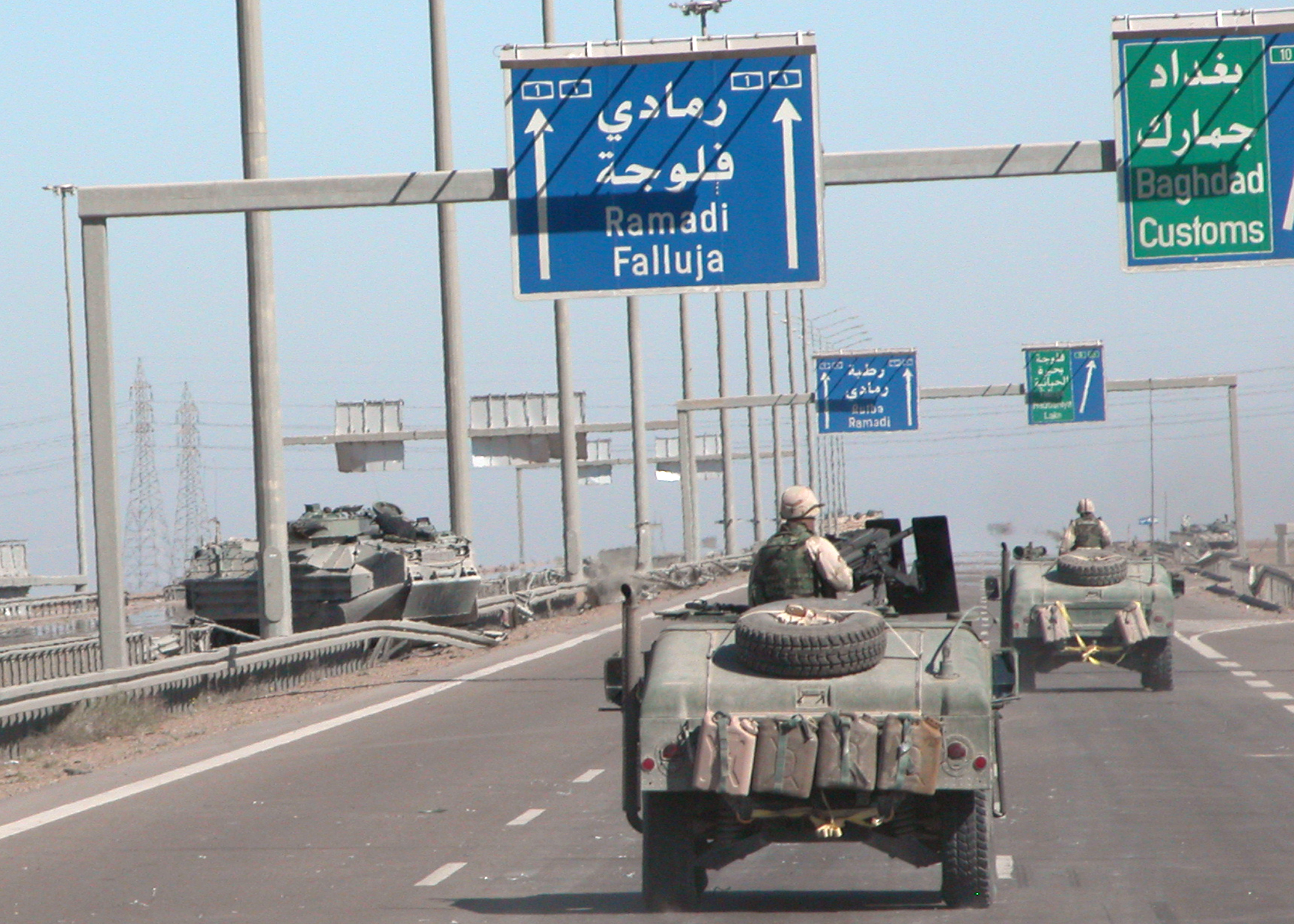
Američtí vojáci na dálnici M1 u Fallúdži

V roce 1983 byl Saddám Husajn při návštěvě Spojených států fascinován americkou dálniční sítí. Rozhodl se, aby i v Iráku byly postaveny obdobné dopravní stavby. Díky značnému množství finančních prostředků z ropy byl Irák schopen vybudovat tuto dálnici i během probíhající války s Íránem. První úsek dálnice celonárodního významu byl dán do provozu v roce 1986, do té doby existovalo jen několik takových silnic okolo Bagdádu. Během čtyř let se podařilo dálnici rozšířit téměř po celé své délce. 
Protože Irák nebyl schopen takovou stavbu zrealizovat sám, jednotlivé úseky postavily zahraniční společnosti. Část z Bagdádu do města Hilla (v délce okolo 100 km) postavily jugoslávské společnosti Mostogradnja, Autobet a Planum). Z města Hilla do města Al-Diváníja provedla stavební práce společnost francouzská, dokončila je potom bulharská firma Transkomplet. Další úsek z Diváníje do Násiríje uskutečnila filipínská rozvojová společnost, z Násiríje do Rmelíje potom polská firma Drumex. Na dalších úsecích se podílely i japonské, polské, německé a brazilské společnosti.
Ne celá část však byla postavena jako šestiproudá dálnice s odstavným pruhem; úsek z Al-Diváníja do Násiríje byl zrealizován pouze v polovičním profilu. Dostavěn měl být kolem roku 2023.
Dálnice byla projektována tak, aby se na ní nenacházely velmi dlouhé rovné úseky (které by snižovaly pozornost řidičů). Maximální rychlost zde měla činit 140 km/h. Křížení byla výhradně mimoúrovňová. 
Dálnice měla (až na úsek Al-Diváníja-Násiríja) splňovat všechny mezinárodní standardy. Některé její části byly upraveny tak, aby na nich mohla přistávat v případě nouze i letadla. Přes dálnici vedlo na různých místech 113 mostů.
Dálnice se vyhýbala všem větším městům v uctivé vzdálenosti, dopravní spojení bylo zajištěno pomocí různých přivaděčů.
V 20. letech 21. století byla dálnice modernizována a opravována za prostředků, které poskytla Světová banka. Některé úseky renovovaly turecké firmy.

## Trasa
Dálnice vede od hranice se Sýrií na západ arabskou pouští. U města Ramádí vstupuje do kulturní krajiny okolo řeky Eufratu. Tu překonává po mostě, poté dále vede severně od obdělávané krajiny na samé hranici pouště až k Fallúdži. Odtud dále směřuje na jihovýchod, kde se přibližuje k irácké metropoli Bagdádu, nicméně tu obchází po obchvatu, který končí u města Al-Rašíd. Dále vede na jih až k městům Hilla a Al-Diváníja. Zhruba třicet kilometrů za městem vstupuje opět do pouštní krajiny. Poblíž města Nárisíja překonává opět řeku Eufrat. Dále je vedena po poušti směrem k Basře, kde se kříží se silnicí č. 80 (též známou jako irácká dálnice smrti). Končí v přístavu Umm Kasr na samém jihu Iráku, na břehu Perského zálivu.